# Ронин (фильм)
«Ро́нин» (англ. Ronin) — американский боевик 1998 года режиссёра Джона Франкенхаймера по сценарию Джона Дэвида Зейка и Дэвида Мэмета (последний работал под псевдонимом Ричард Вайс). В фильме играет актёрский ансамбль, в который входят Роберт Де Ниро, Жан Рено, Наташа Макэлхон, Стеллан Скарсгард, Шон Бин и Джонатан Прайс. Фильм рассказывает о команде бывших спецназовцев, нанятых для кражи таинственного, тщательно охраняемого портфеля, при этом пробираясь сквозь лабиринты меняющихся связей. Фильм получил высокую оценку за реалистичные погони в Ницце и Париже.
Франкенхаймер подписал контракт на постановку сценария Зейка, который Мэмет переписал в 1997 году, чтобы расширить роль Де Ниро и проработать детали сюжета. Фильм снимал Роберт Фресс в его родной Франции с 3 ноября 1997 года по 3 марта 1998 года. Профессиональные гонщики координировали и исполняли трюки, а Илья Смирал написал музыку к фильму, своему первому фильму, снятому для крупной студии.
Премьера фильма «Ронин» состоялась на Венецианском кинофестивале 1998 года, а его официальный прокат состоялся 25 сентября 1998 года. Критики в целом положительно отозвались об экшене, актёрском составе и технических аспектах фильма, в то время как сюжет подвергся критике. Фильм провалился в прокате, собрав 70,7 миллиона долларов при бюджете в 55 миллионов долларов. «Ронин», последний хорошо принятый полнометражный фильм Франкенхаймера, считался возвращением режиссёра в форму. Кинокритик и историк Стивен Принс назвал фильм «Ронин» «шедевром конца карьеры Франкенхаймера». Погони на автомобилях, которые сравнивали с погонями в фильмах «Буллит» и «Французский связной», были включены несколькими средствами массовой информации в списки лучших из показанных на киноплёнке.

## Сюжет
Пятерых «ронинов» нанимают для операции захвата. Группа собирается через посредника в Париже. Никто в группе не знает всей правды о нанимателе и целях операции. Все, что известно — необходимо завладеть неким, тщательно охраняемым кейсом, который собираются продать конкурентам. Операцию нужно провести быстро, так как покупатели уже на стадии переговоров с продавцами. Формально у каждого в группе есть своя специализация: Винсент обеспечивает экипировку и автомобили, Спенс — специалист по оружию, Грегор — специалист по компьютерам и слежке, Ларри — профессиональный водитель, Дедра — руководитель группы. Сэм (Роберт Де Ниро) не вписывается в это распределение обязанностей, поскольку он появился в группе последним, как бы «вскочил в последний вагон». Однако он быстро завоёвывает уважение у членов группы своим высоким профессионализмом. Сэм становится неформальным лидером «ронинов». Между Сэмом и Дедрой постоянно возникают конфликты, связанные с проведением операции. Основной вопрос, который интересует Сэма: «Кто наниматель?»
В процессе подготовки операции требуется достать оружие. Операция проходит не так, как планировалось: продавцы решают обмануть покупателей, устроив засаду. Сэму удаётся распознать ловушку и спасти от гибели Винсента и Спенса. Уходя от погони, водитель Ларри впервые в ходе сюжета демонстрирует свой профессионализм.
Тем временем заказчик операции Шимас сообщает Дедре, что операцию нужно начинать сейчас, несмотря на неготовность группы. Планирование операции приводит к конфликту Сэма и Спенса. Сэм обвиняет Спенса в непрофессионализме и в короткой схватке разоружает его с помощью кофейной кружки. В результате Спенса выгоняют, хотя и выдают денежную компенсацию за потерю времени. Одновременно Сэм требует увеличить гонорар до 100 тыс. долларов каждому члену группы, так как заказчики держат в секрете содержимое кейса. Дедра вынуждена согласиться, предварительно согласовав это по телефону.
Действие переносится в Ниццу — местонахождение кейса. В ожидании удобного момента Сэм дважды выходит на разведку. Оба раза его сопровождает Дедра. Становится очевидной симпатия Дедры к Сэму.
Наступает день операции. В результате все охранники убиты, машины сопровождения взорваны, а кейс украден. Однако Грегор предаёт группу и похищает чемодан, заменив его на муляж с заложенной внутри бомбой. В результате взрыва Ларри получает тяжёлые ранения.
Группа встаёт перед необходимостью найти кейс и вернуть его. Но теперь задача усложняется тем, что в охоту за «товаром» включаются загадочные русские. В поисках Грегора Сэм обращается к своему бывшему коллеге. Грегора удаётся отследить по мобильному телефону и группа перемещается в Арль. Поиски Грегора приводят героев в развалины амфитеатра Арля. Там, в присутствии множества туристов, разыгрывается драматическая погоня, в ходе которой погибают несколько членов «русской мафии», также искавших кейс и пришедших на встречу с Грегором. Результат операции опять неутешителен: Сэм получает пулю в бок, Шимас перерезает горло Ларри и берёт в заложники Грегора. Дедра и Шимас бросают Сэма и Винсента на «поле сражения».
Теперь перед парой бывших агентов стоит задача выжить. Винсент отвозит раненного Сэма к своему знакомому Жан-Пьеру. Там Сэм с помощью Винсента проводит операцию по удалению пули из собственного тела. Во время пребывания в гостях Сэм обращает внимание на хобби Жан-Пьера — военно-историческую миниатюру, и тот рассказывает Сэму историю про «47 самураев».
Шимас тем временем с помощью побоев вынуждает Грегора отдать кейс, — однако для этого надо получить посылку на почте. В это же время Сэм и Винсент ищут предавших их заказчиков. Найдя их в Париже, они пытаются завладеть кейсом, однако ирландцам удаётся сбежать с места нападения. После продолжительной погони по парижским улицам автомобиль Дедры и Шимаса падает с автострады и переворачивается. Грегор, воспользовавшись ситуацией, скрывается с кейсом. Дедру и Шимаса успевают вытащить из машины за несколько секунд до взрыва подоспевшие дорожные рабочие. Винсент и Сэм опять остались ни с чем.
Теперь уже можно назвать Сэма и Винсента друзьями: между ними возникло доверие и взаимопонимание, что кажется вдвойне ценным, учитывая специфику их работы. Герои решают сменить объект поисков: теперь это не Грегор и ирландцы, а покупатели, от которых «ушел» их товар. Сэм и Винсент начинают розыск членов «русской мафии».
Главарь русской мафии Микки является покровителем знаменитой фигуристки Наташи Кирилловой (Катарина Витт). Именно на ледовом шоу с её участием Сэм и Винсент находят Грегора и Шимаса. Грегор, взявший в заложники русскую фигуристку, шантажирует мафиози тем, что его напарница-снайпер застрелит Кириллову, если не дождётся от Грегора звонка о том, что он в безопасности. Грегору не удается договориться с русскими, и те убивают его. Неизвестная напарница Грегора убивает Наташу Кириллову. Переодетый в полицейского Шимас убивает русских мафиози и завладевает кейсом. Сэм находит Дедру и сообщает ей правду: он не бывший, а действующий агент ЦРУ, и охотится он не за кейсом, а за Шимасом. Дедра бросает Шимаса и уезжает. Шимас, пытаясь скрыться, ранит и Винсента, и Сэма. В ходе погони ирландский террорист берет заложницу и собирается застрелить Сэма, но раненый Винсент убивает Шимаса двумя выстрелами в спину.
Даже в конце фильма содержимое загадочного кейса остаётся неизвестным, поскольку Сэм на вопрос Винсента шутливо отвечает: «Я не помню». Однако, в ближайших новостях сообщается, что некие обстоятельства привели к перемирию ИРА с британскими властями. Сэм и Винсент расстаются друзьями.

## В ролях
| Актёр             | Роль                                                       |
| ----------------- | ---------------------------------------------------------- |
| Роберт Де Ниро    | Сэм бывший агент ЦРУ                                       |
| Жан Рено          | Винсент бывший агент французской разведки                  |
| Наташа Макэлхон   | Дедра лидер группы наёмников                               |
| Джонатан Прайс    | Шимас О’Рурк ирландский террорист-одиночка, экстремист ИРА |
| Стеллан Скарсгард | Грегор бывший агент Штази                                  |
| Шон Бин           | Спенс                                                      |
| Скипп Суддут      | Ларри                                                      |
| Майкл Лонсдейл    | Жан-Пьер                                                   |
| Катарина Витт     | Наташа Кириллова                                           |
| Ян Тршиска        | Даппер Гент                                                |
| Феодор Аткин      | Микки                                                      |
| Владимир Котляров | босс русской мафии                                         |
| Амиду             | человек под мостом                                         |

## Производство
В июле 1997 года журнал Variety сообщил, что Франкенхаймер подписал контракт на режиссуру фильма «Ронин», что стало его пятым фильмом для United Artists. Франкенхаймер рассказал журналу, что выбрал этот проект, потому что у него «очень хороший сценарий», и это «тот тип фильма, который я бы с удовольствием посмотрел… Мне нравится, что это боевик, основанный на характерах персонажей, и я уже снимался в таких фильмах, например, в «Чёрном воскресенье» и «Французском связном 2». Это не просто фильм с использованием компьютерной графики, это фильм о людях. Он не больше, чем просто жизнь, которая мне не очень близка».
Он также увидел в этом возможность применить свои обширные знания и понимание Франции, особенно Парижа, где он прожил много лет. Он добавил: «Я бы не смог снять этот фильм где-либо ещё». Его фильмы «Поезд» (1964), «Большой приз» (1966), «Недостижимая цель» (1973) и «Французский связной 2» (1975) были сняты во Франции.
Многие из основных членов съёмочной группы фильма «Ронин» работали с Франкенхаймером над телевизионными фильмами: монтажёр Тони Гиббс над «Джорджем Уоллесом», художник-постановщик Майкл З. Ханан над «Джорджем Уоллесом» и «Огненным сезоном» (1994), а художник по костюмам Мэй Раут над «Андерсонвиллем» (1996). Франкенхаймер выбрал французского оператора Роберта Фресса, чтобы тот помог ему создать желаемый образ и стиль для фильма. Фресс впечатлил Франкенхаймера своей работой над полицейским триллером «Гражданин Икс» (1995), убедив режиссёра в том, что Фресс справится с более чем 2000 декораций, которые он запланировал для «Ронина». Фрэнк Манкузо-младший выступил продюсером фильма.
По словам Франкенхаймера, французские власти помогли ему обойти строгий парижский указ, запрещающий кинопроизводителям стрелять из оружия в городе. Это постановление было принято в связи с жалобами многих мирных жителей на шум выстрелов, возникающий во время съёмок. На решение повлияли и другие факторы: желание властей снять в Париже американский боевик, подобный «Ронину», который с момента принятия закона снимался лишь в небольшом количестве, и стремление укрепить репутацию Франции как места съёмок.

### Сценарий
Сценарист Джон Дэвид Зейк, новичок в кино, задумал фильм «Ронин» после прочтения романа Джеймса Клавелла «Сёгун» в 15 лет. Книга дала ему информацию о ронинах (самураях без хозяина), которую он включил в сценарий спустя годы. Выбрав Францию в качестве основного места действия, Зейк сказал: «Много лет спустя, в Ницце, где происходит одна из ключевых сцен истории, я смотрел на солнце и увидел силуэты пяти вооружённых до зубов жандармов, пересекающих Английскую набережную. Этот образ заставил меня понять, что я хочу снять фильм во Франции».
Мнения об авторстве сценария расходятся. По словам адвоката Зейка, драматург Дэвид Мэмет был нанят незадолго до начала съёмок, чтобы расширить роль Де Ниро и добавить любовный роман. Хотя Мэмет переписал несколько сцен, его вклад, по словам Зейка, был незначительным. Франкенхаймер заявил, что вклад Мэмета был более значительным. «В титрах следует указать: „Сюжет Дж. Д. Зейка, сценарий Дэвида Мэмета“. Мы не снимали ни строчки по сценарию Зейка». Впоследствии Франкенхаймер опроверг это заявление в открытом письме, опубликованном в журнале Variety в сентябре 1998 года, написав: «Дж. Д. Зейк безоговорочно имеет право на первое место в списке сценаристов, а также на единственное место в списке сценаристов, которое ему присудила Гильдия сценаристов... [Он] заслуживает признания за свой значительный вклад в этот фильм, и я горжусь тем, что работал с ним». Узнав, что ему придётся делить заслуги с Зейком, Мэмет настоял на том, чтобы его имя указывалось под псевдонимом Ричард Вайс, поскольку ранее он решил использовать своё имя только в проектах, в которых он был единственным сценаристом.

### Съёмки и операторская работа
Бюджет фильма «Ронин» составил 55 миллионов долларов. Основные съёмки длились 78 дней, начиная с 3 ноября 1997 года в заброшенной мастерской в Обервилье. Сцены в Порт-де-Лила и историческом амфитеатре в Арле были сняты в ноябре; после этого съёмочная группа продолжила съёмки в отеле «Мажестик» в Каннах, Ла-Тюрби и Вильфранше.
Съёмки были приостановлены на Рождество 19 декабря и возобновлены 5 января 1998 года в Эпине, где съёмочная группа построила две внутренние декорации в павильонах: одну для бистро на Монмартре и другую для сельского фермерского дома. В обеих сценах также есть натурные съёмки. Кульминационная сцена с паникующей толпой в театре «Зенит» потребовала около 2,000 статистов, которыми руководила французская кастинг-директор Марго Капелье. Съёмки завершились в Дефансе 3 марта 1998 года.
Поскольку не было второго режиссёра и оператора для съёмок боевых сцен, Франкенхаймер и оператор Робер Фресс руководили ими ещё 30 дней после окончания съёмок основной группы. Первая сцена погони снималась в Ла-Тюрби и Ницце; остальные снимались в разных районах Парижа, включая Дефанс и мост Гарильяно. Сцены в автомобильном туннеле снимались ночью, поскольку днём перекрыть движение в туннеле было невозможно. Погоня по автостраде, в которой актёры уклоняются от встречных автомобилей, была снята за четыре часа на перекрытой дороге.
Любовь Франкенхаймера к большой глубине резкости привела его к тому, что он снимал фильм исключительно широкоугольными объективами с фокусным расстоянием от 18 до 35 мм в формате Super 35. Оба этих объектива позволяют поместить большую часть сцены в каждый кадр, а также дают свободу кадрирования для полноэкранного показа.
Режиссёр также избегал ярких основных цветов, чтобы сохранить качество, характерное для первого поколения плёнки. Он посоветовал актёрам и статистам не носить одежду ярких цветов и обработал плёнку с помощью технологии улучшения цветового контраста (CCE) компании Deluxe – «метода обработки плёнки с сохранением серебра, который делает чёрный цвет глубже, уменьшает цветность и усиливает видимую зернистость плёнки». Фрейсс рассказал, что использовал различные камеры, включая Panaflex для диалоговых сцен и Arriflex 435 и 35-III для погонь, чтобы удовлетворить требования Франкенхаймера. Steadicam, стабилизатор камеры, который использовался на протяжении половины съёмок, управлялся давним коллегой режиссёра Дэвидом Кроуном. По словам Франкенхаймера, было отснято 2200 кадров.

### Трюки
Франкенхаймер избегал использования спецэффектов в сценах погони, предварительно визуализируя их с помощью раскадровок, и использовал те же крепления камер, что и в «Большом призе». Актёры находились внутри автомобилей, в то время как гонщик Формулы-1 Жан-Пьер Жарье и опытные гонщики Жан-Клод Ланье и Мишель Нойгартен вели их со скоростью до 160 км/ч. Актёры записались в автошколу перед началом съёмок. По словам Ланье, координатора автомобильных трюков, приоритетной задачей было не обмануть скорость, регулируя кадровую частоту. Он сказал: «Когда это происходит, это влияет на освещение. Оно отличается при 20 кадрах и при 24 кадрах». Однако Фрейсс добавил: «Иногда, но не очень часто, мы снимали при 22 кадрах в секунду или 21 кадре в секунду». Для создания более выраженного ощущения скорости использовались кадры с камер, установленных под передним крылом автомобилей.
Для финальной сцены погони, в которой участвовали 300 каскадёров, съёмочная группа приобрела четыре BMW 535is и пять Peugeot 406; один из них был разрезан пополам и отбуксирован Mercedes-Benz 500 E, в то время как актёры находились внутри. Также были приобретены праворульные версии автомобилей; с левой стороны был установлен муляж руля, пока каскадёры управляли мчащимися автомобилями. В финальной погоне было очень мало музыки, поскольку Франкенхаймер считал, что музыка и звуковые эффекты плохо сочетаются. Звукорежиссёр Майк Ле Мар записал все машины фильма на гоночной трассе, а затем свёл их на этапе постпродакшена.
Франкенхаймер отказался снимать перестрелки в замедленном режиме, полагая, что насилие на экране должно быть показано в реальном времени. Мик Гулд, технический консультант фильма и бывший инструктор в учебном подразделении Особой воздушной службы, обучал актёров обращению с оружием и партизанской тактике. Физические трюки координировал Джо Данн.

### Альтернативные концовки
Франкенхаймер снял две дополнительные версии концовки фильма. В первой Дедра ждёт на лестнице рядом с бистро и подумывает присоединиться к Сэму и Винсенту. Отказавшись от этой идеи, она поднимается по лестнице. Когда она садится в машину, бойцы ИРА затаскивают её в фургон и называют предательницей; подразумевается, что позже её убивают. Сэм и Винсент, не подозревая о похищении Дейрдре, заканчивают разговор и уходят. Хотя Франкенхаймер сказал, что тестовая аудитория «возненавидела» концовку, потому что не хотела видеть смерть Дейрдре, он посчитал её «действительно удачной».
Во второй концовке Дейрдре идёт к своей машине после того, как Сэм и Винсент выходят из бистро. Эта концовка также была отклонена, поскольку она была «слишком голливудской», намекая на продолжение. Франкенхаймер уступил отзывам зрителей на тестовом показе, приняв компромиссную концовку, и сказал, что «учитывая огромные инвестиции MGM/UA в этот фильм, приходится прислушиваться к мнению зрителей».

### Музыка
Изначально музыку к фильму «Ронин» должен был написать Джерри Голдсмит, но он покинул проект. Исполнительный вице-президент по музыке Metro-Goldwyn-Mayer Майкл Сандовал собрал список лучших композиторов на замену Голдсмиту.
Из трёх кандидатов Сандовала Франкенхаймер нанял чешского композитора Илью Смирала, который сказал, что «в то время он был далёк даже от композитора категории „B“». Смирал присутствовал на закрытом показе финальной версии фильма и обдумывал его главную тему, которая, по желанию Франкенхаймера, должна была включать в себя черты «печали, одиночества и героизма». Чтобы добиться этого, Смирал играл на дудуке — старинном духовом инструменте с двумя тростями, придуманном в Армении. Смирал отправил демонстрационный материал Франкенхаймеру, который был в восторге от него и подписал контракт как композитор фильма. Композиция Смирала «Тема Ронина» используется в начальных сценах.
Музыка Смирала к фильму «Ронин», его первая работа на крупной киностудии, была записана за семь недель в лондонской студии CTS. Оркестровкой и дирижированием занимался Ник Ингман, монтажом занимался Майк Фликер, а записью и сведением занимался Джон Уайнот. Varèse Sarabande выпустила альбом с саундтреками на CD в сентябре 1998 года. Джейсон Анкени из AllMusic оценил альбом на 4,5 из 5 и назвал его «глубоко пронзительным опытом прослушивания, демонстрирующим мастерское понимание ритма и атмосферы».

## Приём

### Кассовые сборы
Мировая премьера фильма «Ронин» состоялась 12 сентября 1998 года на 55-м Венецианском кинофестивале, а широкий прокат состоялся 25 сентября. «Ронин» собрал в прокате умеренно хорошо; в первые выходные он стал вторым по кассовым сборам фильмом в США, собрав 16,7 млн долларов, уступив лишь комедийному боевику «Час пик», собравшему 26,7 млн долларов в 2643 кинотеатрах. Во вторые выходные фильм опустился на пятое место, а в третьи — на седьмое, собрав 7,2 млн и 4,7 млн долларов соответственно в 2487 кинотеатрах. Он продолжал падать вплоть до шестых выходных, когда собрал 1,1 млн долларов (13-е место) в 1341 кинотеатре. Фильм завершил прокат в кинотеатрах, собрав 41,6 миллиона долларов в США и Канаде и 70,7 миллиона долларов по всему миру. «Ронин» стал 11-м самым кассовым фильмом с рейтингом R в 1998 году.

### Отзывы критиков
«Ронин» был встречен критиками благосклонно; критики высоко оценили актёрский состав, многие особо отметили Роберта Де Ниро. Тодд Маккарти в журнале Variety отметил, что Де Ниро является движущей силой фильма, но Лиза Альспектор из Chicago Reader с этим не согласилась.
Экземпляры боевика, особенно погони, в целом получили высокую оценку. Джанет Маслин в The New York Times назвала их «просто сенсационными». Газета The Washington Post раскритиковала эти сцены за их продолжительность, а Маккарти — за чрезмерные скачки кадров.
Опература Роберта Фресса неизменно получала высокие оценки. Майкл Уилмингтон в Chicago Tribune назвал фильм лишь внешне привлекательным и увлекательным. Хотя Chicago Reader раскритиковал сюжет как скучный, а The Washington Post — как вторичный, Уилмингтон назвал его «знакомой, но напряжённой историей». Некоторые рецензенты выделяли как одну из лучших сцен фильма шпионскую сцену, в которой Де Ниро и Наташа Макэлхон позируют как туристы и фотографируют свои объекты в каннском отеле.
Критики также высоко оценили Франкенхаймера за то, что широкое признание, которое он получил после политического триллера «Маньчжурский кандидат» (1962), утвердило его как режиссёра. Многие отмечали, что на него повлияли работы коллеги-кинематографиста и близкого друга Жан-Пьера Мельвиля, в частности, неонуарный фильм Мельвиля «Самурай» (1967), однако Маккарти писал, что в «Ронине» отсутствует мелвилловская «утомлённая, экзистенциальная скука».
Фильм считался возвращением Франкенхаймера в форму, чьи премии «Эмми» за телефильмы «Спиной к стене» (1994), «Сезон огня», «Андерсонвилль» и «Джордж Уоллес» возродили его карьеру после того, как она пошла на спад в 1970-х и 1980-х годах из-за алкогольной зависимости режиссёра. «Ронин» стал последним хорошо принятым полнометражным фильмом Франкенхаймера. Уилмингтон назвал его лучшим фильмом режиссёра за последние десятилетия, несмотря на отсутствие «яркой изобретательности» «Маньчжурского кандидата», а Стивен Принс назвал этот фильм «шедевром конца его карьеры». Принс писал:
В «Ронине» Франкенхаймер подтвердил свой кинематографический талант и эстетические предпочтения. Фильм стилистически связан с принципами его творчества, заложенными в ранний и лучший период его карьеры. Эстетика реализма ставит его в один ряд с «Большим призом», «Поездом» и «Мотыльками на ветру», а минималистская концепция персонажей и повествовательных деталей также роднит его с этими произведениями. Франкенхаймер не утратил своего режиссёрского таланта, отнюдь нет. «Ронин» — умный, проницательный и остроумный фильм, демонстрирующий большую мастерство визуального повествования, чем большинство современных фильмов молодых режиссёров.

## После релиза

### Домашние медиа
В феврале 1999 года компания MGM Home Entertainment выпустила фильм «Ронин» на двухстороннем DVD, содержащем версии в оригинальном широкоэкранном и модифицированном полноэкранном форматах, оба со звуком Dolby Digital 5.1. DVD также содержит альтернативную концовку и аудиокомментарии Джона Франкенхаймера, рассказывающего об истории создания фильма. В октябре 2004 года MGM выпустила специальное издание фильма на DVD, а в мае 2006 года — коллекционное издание на двух дисках. Оба издания содержат дополнительные интервью с актёрами и съёмочной группой.
Фильм был выпущен на Blu-ray с кинотеатральным трейлером в феврале 2009 года. В августе 2017 года компания Arrow Video выпустила специальное издание Blu-ray с разрешением 4K, снятое с кинонегатива, который был проверен и одобрен оператором Робертом Фрессом. Blu-ray-диск Arrow также включает архивные бонусные материалы, которые появились на специальном DVD-издании MGM, вместе с рассказом Фресса о его ранней карьере в кинематографе и участии в фильме «Ронин».

## Премии и награды
Фильм в 1999 году получил три номинации и один приз: Young Hollywood Awards / Молодой Голливуд за лучшую музыкальную тему к фильму (Best soundtrack).